# 糖葫蘆
糖葫芦（とうころ、タンフールー、拼音: táng hú lu、繁体字: 糖葫蘆、簡体字: 糖葫芦）および、 氷糖葫芦（ひょうとうころ、ビンタンフール、拼音: bīng táng hú lu、繁体字: 冰糖葫蘆、簡体字: 冰糖葫芦）は、中国の菓子である。
この菓子はりんご飴のように飴掛けした果物を竹串に刺したものであり、華北地方ではオオサンザシが使われる一方、一部地域では山楂が用いられる。伝統的にはサンザシ類が用いられるが、近年はマンダリンオレンジやイチゴといった別の果物やプチトマトなどの野菜が用いられる場合や、餡子が用いられる場合もある。
この菓子は宋の時代に誕生し、今日まで華北地方において親しまれている。
糖葫蘆という名前は「砂糖をまとったヒョウタン」（sugar Calabash）を、冰糖葫蘆は「氷砂糖をまとったヒョウタン」（rock sugar Calabash）をそれぞれ意味しており、いずれも、串にささった果物の形状を入れ物のヒョウタンに見立てたものである。

## ギャラリー

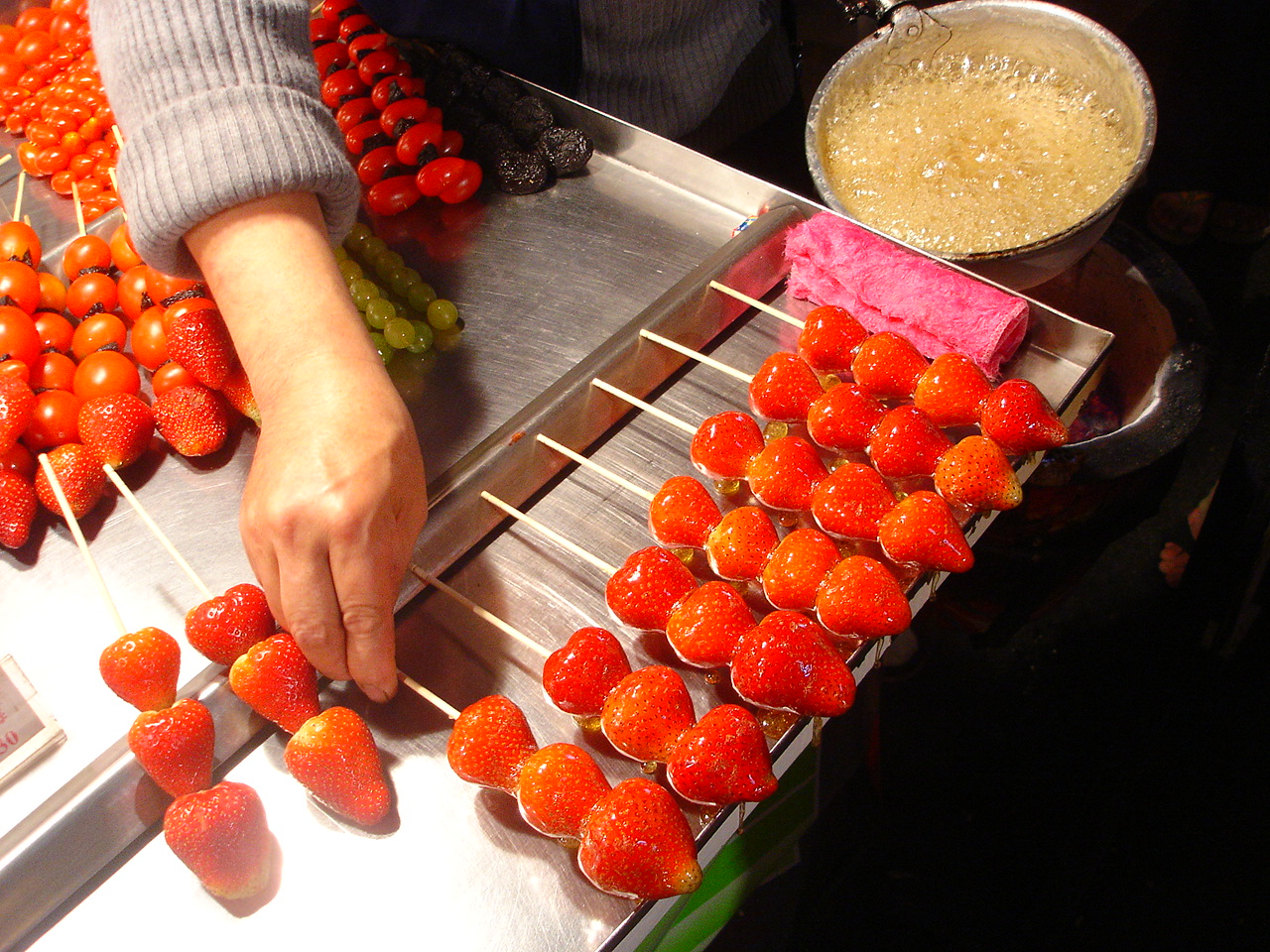
イチゴを用いた冰糖葫蘆(2004)

## 中国国外への波及
2017年に韓国の「王家タンフル」がこれを韓国風にアレンジして販売を開始し、2023年時点で300店舗以上のチェーン店を展開している。